# Adrián Palomares
Palomares  Villaplana est un nom espagnol. Le premier nom de famille, en général paternel, est Palomares ; le second, en général maternel, souvent omis, est Villaplana.
Adrian Palomares Villaplana (né le 18 février 1976 à Carcaixent) est un coureur cycliste espagnol.

## Palmarès
- 1998
  - Tour de Palencia :
    - Classement général
    - 1re étape

  - 3e du Tour de Ribera
- 1999
  - 5e étape de la Bizkaiko Bira (es)
  - 2e étape du Tour de Tolède
- 2001
  - 3e étape du Tour des Terres de Santa Maria da Feira
  - Classement général du Trophée Joaquim Agostinho
- 2005
  - 2e de la Bicyclette basque
- 2006
  - 2e du Grand Prix de Fourmies
- 2007
  - 5e étape du Regio-Tour
  - 4e étape du Tour de Grande-Bretagne
  - 2e du Tour de Grande-Bretagne
- 2008
  - 3e de la Bicyclette basque
- 2009
  - Grand Prix International CTT Correios de Portugal :
    - Classement général
    - 3e étape
- 2012
  - 5e étape du Tour du Chili
  - 3e du Tour de Turquie[1]
- 2013
  - Prologue du Tour du Portugal (contre-la-montre par équipes)

## Résultats sur les grands tours

### Tour d'Espagne
3 participations
- 2009 : 45e
- 2011 : 114e
- 2012 : 112e

## Classements mondiaux
| Année            | 2005 | 2006 | 2007 | 2008 | 2009 | 2010 | 2011 | 2012 |
| ---------------- | ---- | ---- | ---- | ---- | ---- | ---- | ---- | ---- |
| UCI America Tour |      |      |      |      |      |      | 318e | 269e |
| UCI Asia Tour    |      |      |      |      |      |      | 214e |      |
| UCI Europe Tour  | 220e | 142e | 117e | 282e | 138e |      | 813e | 244e |